# No Turning Back 1985 - 2005
No Turning Back 1985 - 2005 es el cuarto álbum recopilatorio de la banda canadiense Glass Tiger. El álbum contiene  tres nuevas canciones «No Turning Back», «The Tragedy (Of Love)» y «Give It Away».

## Lista de canciones
| No Turning Back 1985 - 2005 |                                 |                                                  |          |  |
| N.º                         | Título                          | Escritor(es)                                     | Duración |  |
| 1.                          | «No Turning Back»               | Alan Frew, Sam Reid, Jim Vallance                | 3:36     |  |
| 2.                          | «Give It Away»                  | Alan Frew, Sam Reid, Jim Vallance                | 4:13     |  |
| 3.                          | «Don't Forget Me»               | Alan Frew, Sam Reid, Jim Vallance                | 4:05     |  |
| 4.                          | «Someday»                       | Alan Frew, Al Connelly, Jim Vallance             | 3:39     |  |
| 5.                          | «Thin Red Line»                 | Alan Frew, Sam Reid, Al Connelly                 | 4:06     |  |
| 6.                          | «You're What I Look For»        | Alan Frew, Al Connelly, Michael Hanson           | 3:50     |  |
| 7.                          | «I Will Be There»               | Alan Frew, Al Connelly, Michael Hanson           | 3:11     |  |
| 8.                          | «Diamond Sun»                   | Alan Frew, Jim Vallance                          | 4:28     |  |
| 9.                          | «I'm Still Searching»           | Alan Frew, Sam Reid, Michael Hanson              | 3:53     |  |
| 10.                         | «My Town» (con Rod Stewart)     | Al Connelly, Alan Frew, Wayne Parker, Jim Cregan | 4:50     |  |
| 11.                         | «The Tragedy (Of Love)»         | Alan Frew, Jim Vallance                          | 4:31     |  |
| 12.                         | «Animal Heart»                  | Alan Frew, Al Connelly, Dvoskin                  | 3:49     |  |
| 13.                         | «Rescued (By the Arms of Love)» | Alan Frew, Wayne Parker, Washbrook               | 4:14     |  |
| 14.                         | «(Watching) Worlds Crumble»     | Alan Frew, Sam Reid, Jim Vallance                | 4:53     |  |
| 15.                         | «My Song» (con The Chieftains)  | Alan Frew, Sam Reid, Jim Vallance                | 3:24     |  |
| 16.                         | «Rhythm of Your Love»           | Alan Frew, Al Connelly                           | 4:37     |  |
| 17.                         | «Diamond Sun»                   | Alan Frew, Jim Vallance                          | 4:56     |  |
| 70:15                       |                                 |                                                  |          |  |

| No Turning Back 1985 - 2005 (Canadian Enhanced) |                                 |                                                  |          |  |
| N.º                                             | Título                          | Escritor(es)                                     | Duración |  |
| 1.                                              | «No Turning Back»               | Alan Frew, Sam Reid, Jim Vallance                | 3:36     |  |
| 2.                                              | «Give It Away»                  | Alan Frew, Sam Reid, Jim Vallance                | 4:13     |  |
| 3.                                              | «Don't Forget Me»               | Alan Frew, Sam Reid, Jim Vallance                | 4:05     |  |
| 4.                                              | «Someday»                       | Alan Frew, Al Connelly, Jim Vallance             | 3:39     |  |
| 5.                                              | «Thin Red Line»                 | Alan Frew, Sam Reid, Al Connelly                 | 4:06     |  |
| 6.                                              | «You're What I Look For»        | Alan Frew, Al Connelly, Michael Hanson           | 3:50     |  |
| 7.                                              | «I Will Be There»               | Alan Frew, Al Connelly, Michael Hanson           | 3:11     |  |
| 8.                                              | «Diamond Sun»                   | Alan Frew, Jim Vallance                          | 4:28     |  |
| 9.                                              | «I'm Still Searching»           | Alan Frew, Sam Reid, Michael Hanson              | 3:53     |  |
| 10.                                             | «My Town» (con Rod Stewart)     | Al Connelly, Alan Frew, Wayne Parker, Jim Cregan | 4:50     |  |
| 11.                                             | «The Tragedy (Of Love)»         | Alan Frew, Jim Vallance                          | 4:31     |  |
| 12.                                             | «Animal Heart»                  | Alan Frew, Al Connelly, Dvoskin                  | 3:49     |  |
| 13.                                             | «Rescued (By the Arms of Love)» | Alan Frew, Wayne Parker, Washbrook               | 4:14     |  |
| 14.                                             | «(Watching) Worlds Crumble»     | Alan Frew, Sam Reid, Jim Vallance                | 4:53     |  |
| 15.                                             | «My Song» (con The Chieftains)  | Alan Frew, Sam Reid, Jim Vallance                | 3:24     |  |
| 16.                                             | «Rhythm of Your Love»           | Alan Frew, Al Connelly                           | 4:37     |  |
| 17.                                             | «Diamond Sun»                   | Alan Frew, Jim Vallance                          | 7:28     |  |
| 72:47                                           |                                 |                                                  |          |  |